# Echo Dek
Albums de Primal Scream
Vanishing Point
(1997) XTRMNTR
(2000)
Echo Dek est la première compilation du groupe écossais de rock indépendant Primal Scream sortie le 27 octobre 1997 sur le label Creation Records.

## Liste des chansons
| No | Titre                                    | Durée |
| -- | ---------------------------------------- | ----- |
| 1. | Living Dub (remix de Long Life)          | 5:30  |
| 2. | Duffed Up (remix de Get Duffy)           | 3:09  |
| 3. | Revolutionary (remix de Star)            | 5:20  |
| 4. | Ju-87 (remix de Stuka)                   | 5:46  |
| 5. | First Name Unknown (remix de Kowalski)   | 5:01  |
| 6. | Vanishing Dub (remix de Out of the Void) | 4:51  |
| 7. | Last Train (remix de Trainspotting)      | 6:22  |
| 8. | Wise Blood (remix de Stuka)              | 5:15  |
| 9. | Dub in Vain (remix de Medication)        | 3:10  |